# Stadio Las Gaunas (1923)
Lo stadio Las Gaunas (in spagnolo estadio Las Gaunas) è stato uno stadio di calcio situato a Logroño, in Spagna. Fu inaugurato il 15 giugno 1924. Il 19 marzo 1998 cominciarono i lavori per la costruzione del nuovo stadio, che non furono terminati fino al 2002, anno in cui il vecchio Las Gaunas fu demolito.